# Пензенская детская железная дорога
Пензенская детская железная дорога — узкоколейная железная дорога в восточной части Пензы, на улице Измайлова близ микрорайона Сосновка.

## Дорога
На дороге две станции: Пионерская и Сосновка. Предполагалось также соорудить одну промежуточную станцию Озёрная и платформу Лесная, но проект не был реализован. Станция Пионерская имеет кольцевой путь, соединённый с депо. Сосновка — тупиковая станция.
Поезд состоит из тепловоза и трёх вагонов. Его маршрут проходит от Пионерской по кольцевому пути на перегон Пионерская — Сосновка, где тепловоз обгоняется по второму пути, и состав возвращается на Пионерскую.
Дорога оборудована электрической централизацией. Пост ЭЦ, с которого осуществляется управление стрелочными переводами и сигналами светофоров, расположен на станции Пионерская. Имеется локомотивная радиосвязь и громкоговорящая связь в вагонах.
По состоянию на 2019 год на дороге эксплуатируется узкоколейный тепловоз ТУ10-008  и 3 узкоколейных пассажирских вагона ВП750. Действующий тепловоз получил название «Сура» (вероятно, по аналогии с фирменным поездом РЖД «Пенза — Москва», который также называется «Сура»; само название связано с рекой, протекающей через Пензу). Ранее эксплуатировались узкоколейные тепловозы ТУ2-188, ТУ2-195.

## Депо
Первоначальным проектом предполагалось строительство капитального депо, однако этот проект реализован не был. Для хранения подвижного состава используется ангар, имеющий выход на кольцо у станции Пионерская.

## Перспективы
В 2007 было принято решение модернизировать детскую железную дорогу. Часть средств была вложена в ремонт локомотива и вагонов, предполагалась покупка тепловоза ТУ7. Но вместо этого в 2011 году были куплены тепловоз ТУ10 и три новых вагона.
Часть перспективных предложений касается возвращения к первоначальному проекту. Предполагается, что продление линии в обе стороны — до ближайшего жилмассива и в сторону посёлка Ахуны — могло бы привлечь пассажиров, так как в этом случае ДЖД становилась бы одним из видов городского общественного транспорта. Однако цена проезда в 100 рублей значительно превышает стоимость проезда в автобусе или троллейбусе, составляющую 30 рублей.
В 2020 году началась реконструкция детской железной дороги. К 2024 году будет построено пассажирское здание на станции Пионерская, а также учебный корпус для юных железнодорожников. Будут обновлены посадочные платформы, железнодорожный путь, устройства СЦБ.
Также предполагается строительство вокзала и нового учебного центра.
В следующем году на ДЖД (в центре кольца) будет открыт музей старого вокзала Пенза-1 Куйбышевской Железной Дороги. В каждом будет располагаться музей и классы для обучения. 
.

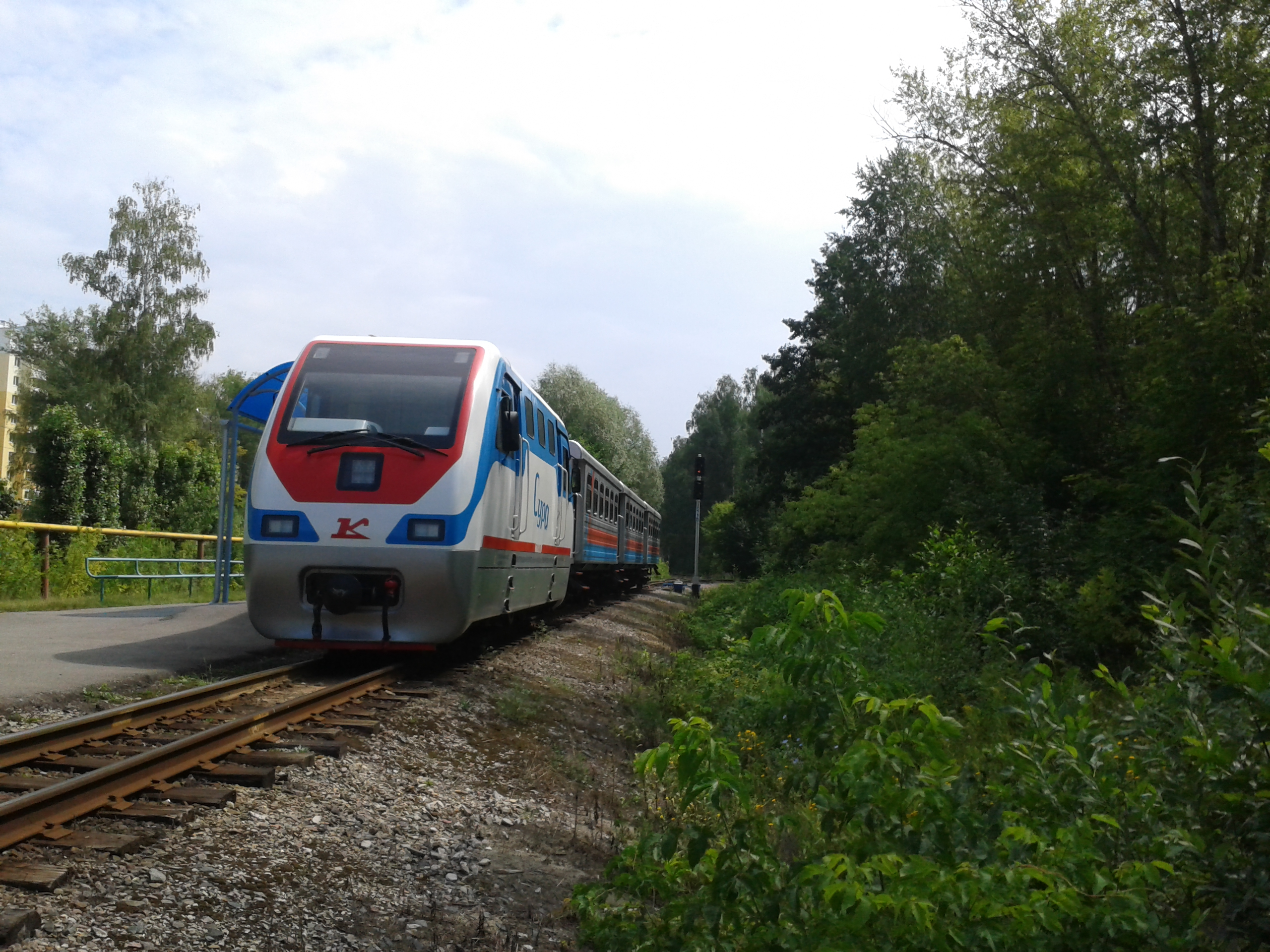
Тепловоз и вагоны на станции «Пионерская» (фото 2016 года)
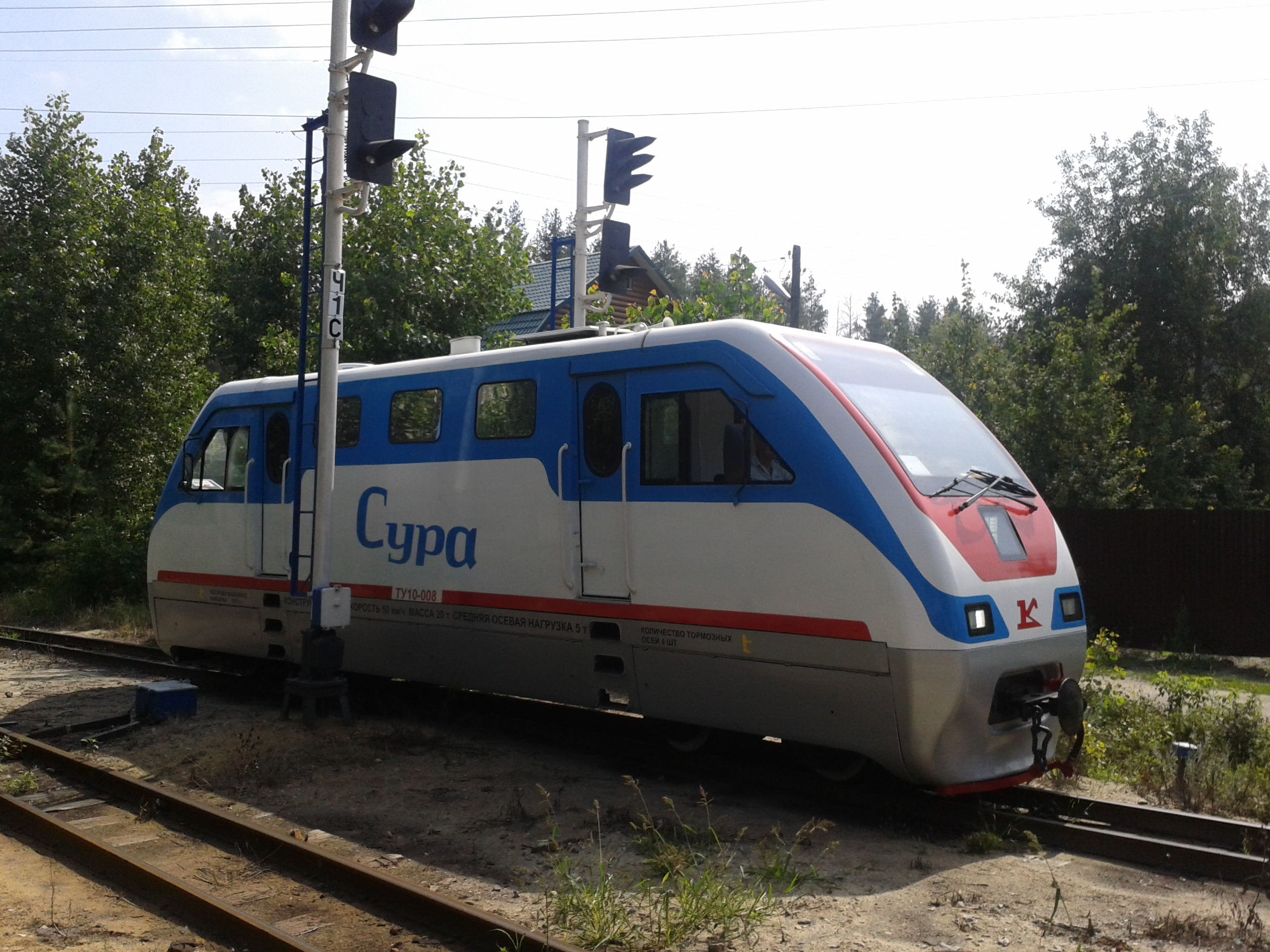
Перегон тепловоза по второму пути на станции «Сосновка» (фото 2016 года)
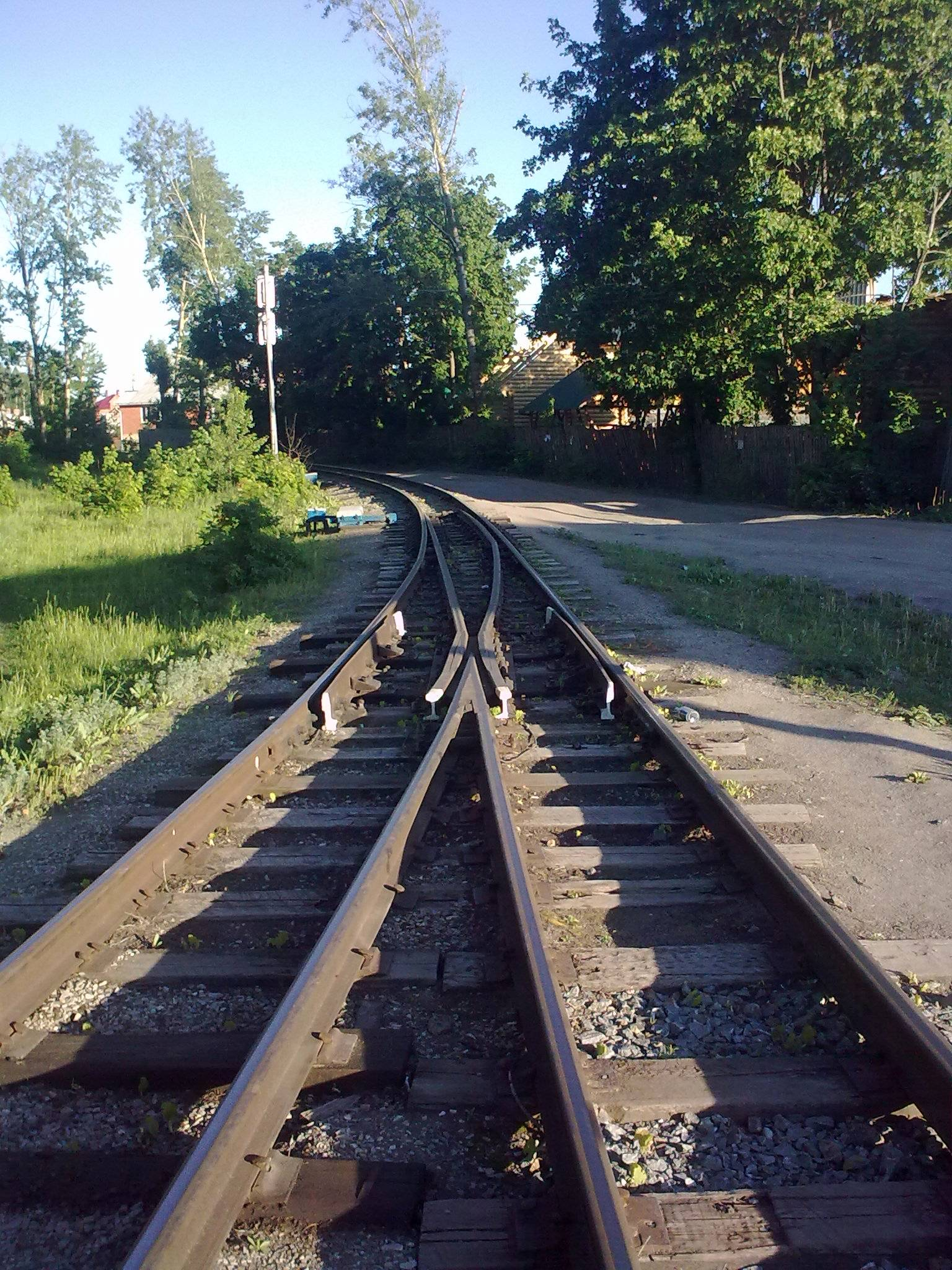
Стрелочный перевод
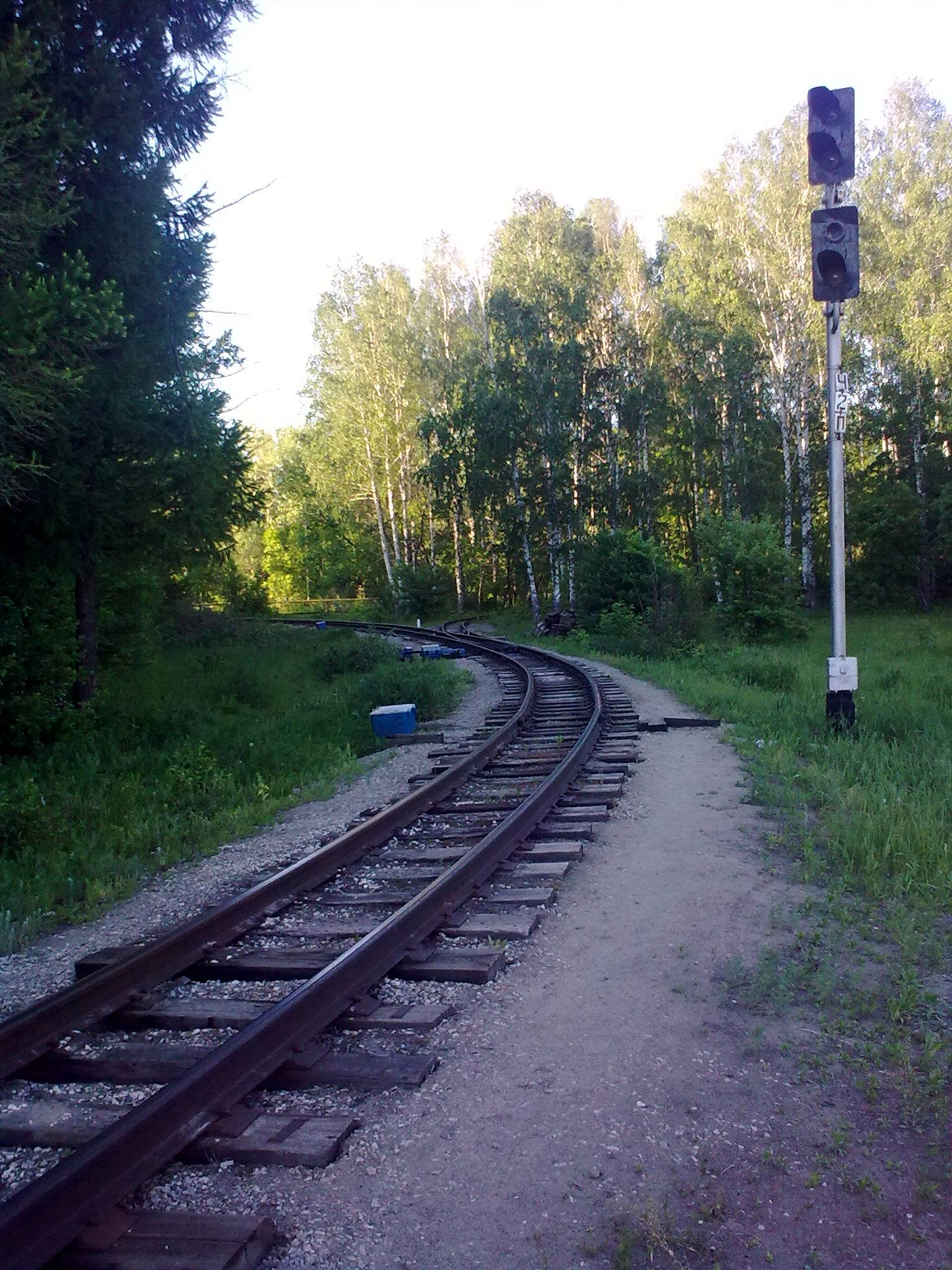
Светофор